# Igai ni Mango
„Igai ni Mango” (jap. 意外にマンゴー Igai ni Mangō) – dwudziesty pierwszy singel japońskiego zespołu SKE48, wydany w Japonii 19 lipca 2017 roku przez avex trax.
Singel został wydany w dziewięciu edycjach: czterech regularnych i czterech limitowanych (Type A, Type B, Type C, Type D) oraz „teatralnej” (CD). Osiągnął 1 pozycję w rankingu Oricon i pozostał na liście przez 21 tygodnie. Singel zdobył status platynowej płyty.

## Lista utworów
Wszystkie utwory zostały napisane przez Yasushiego Akimoto.

### Type A
| CD | CD                                                                        | CD                  | CD             | CD      |
| Nr | Tytuł utworu                                                              | Kompozycja          | Aranżacja      | Długość |
| -- | ------------------------------------------------------------------------- | ------------------- | -------------- | ------- |
| 1. | „Igai ni Mango” (jap. 意外にマンゴー)                                     | Yūichi Harada       | APAZZI         | 4:03    |
| 2. | „Party ni wa ikitakunai” (jap. パーティーには行きたくない) (wyk. Team S)  | Yoshiyuki Kinoshita | Hiroshi Sasaki | 4:15    |
| 3. | „Kiseki no ryūseigun” (jap. 奇跡の流星群) (wyk. Passion For You Senbatsu) | aokado              | aokado         | 4:23    |
| 4. | „Igai ni Mango” (jap. 意外にマンゴー) (off vocal)                         | Yūichi Harada       | APAZZI         | 4:03    |
| 5. | „Party ni wa ikitakunai” (jap. パーティーには行きたくない) (off vocal)    | Yoshiyuki Kinoshita | Hiroshi Sasaki | 4:15    |
| 6. | „Kiseki no ryūseigun” (jap. 奇跡の流星群) (off vocal)                     | aokado              | aokado         | 4:23    |

| DVD | DVD | DVD     |
| Nr  | Tytuł utworu | Długość |
| --- | --- | ------- |
| 1.  | „Igai ni Mango” (jap. 意外にマンゴー) (Music Video)                                                                                           |         |
| 2.  | „Party ni wa ikitakunai” (jap. パーティーには行きたくない) (Music Video)                                                                      |         |
| 3.  | „„Igai ni Mango” Micchaku Documentary in Taiwan ~Center Obata Yūna~” (jap. 「意外にマンゴー」密着ドキュメンタリーin台湾 〜センター小畑優奈〜) |         |

### Type B
| CD | CD                                                                        | CD            | CD                   | CD      |
| Nr | Tytuł utworu                                                              | Kompozycja    | Aranżacja            | Długość |
| -- | ------------------------------------------------------------------------- | ------------- | -------------------- | ------- |
| 1. | „Igai ni Mango” (jap. 意外にマンゴー)                                     | Yūichi Harada | APAZZI               | 4:03    |
| 2. | „En o egaku” (jap. 円を描く) (wyk. Team KII)                              | Kōji Tagaito  | Yūichi "Masa" Nonaka | 3:34    |
| 3. | „Kiseki no ryūseigun” (jap. 奇跡の流星群) (wyk. Passion For You Senbatsu) | aokado        | aokado               | 4:23    |
| 4. | „Igai ni Mango” (jap. 意外にマンゴー) (off vocal)                         | Yūichi Harada | APAZZI               | 4:03    |
| 5. | „En o egaku” (jap. 円を描く) (off vocal)                                  | Kōji Tagaito  | Yūichi "Masa" Nonaka | 3:34    |
| 6. | „Kiseki no ryūseigun” (jap. 奇跡の流星群) (off vocal)                     | aokado        | aokado               | 4:23    |

| DVD | DVD | DVD     |
| Nr  | Tytuł utworu                                                                                             | Długość |
| --- | --- | ------- |
| 1.  | „Igai ni Mango” (jap. 意外にマンゴー) (Music Video)                                                      |         |
| 2.  | „En o egaku” (jap. 円を描く) (Music Video)                                                               |         |
| 3.  | „SKE48 gekijō Debut 8-shūnen tokubetsu kinen kōen zenpen” (jap. SKE48劇場デビュー8周年特別記念公演 前編) |         |

### Type C
| CD | CD                                                                        | CD                | CD            | CD      |
| Nr | Tytuł utworu                                                              | Kompozycja        | Aranżacja     | Długość |
| -- | ------------------------------------------------------------------------- | ----------------- | ------------- | ------- |
| 1. | „Igai ni Mango” (jap. 意外にマンゴー)                                     | Yūichi Harada     | APAZZI        | 4:03    |
| 2. | „Ore toku” (jap. オレトク) (wyk. Team E)                                  | Risa, Tomo Fukuda | Ryōsuke Saitō | 3:36    |
| 3. | „Kiseki no ryūseigun” (jap. 奇跡の流星群) (wyk. Passion For You Senbatsu) | aokado            | aokado        | 4:23    |
| 4. | „Igai ni Mango” (jap. 意外にマンゴー) (off vocal)                         | Yūichi Harada     | APAZZI        | 4:03    |
| 5. | „Ore toku” (jap. オレトク) (off vocal)                                    | Risa, Tomo Fukuda | Ryōsuke Saitō | 3:36    |
| 6. | „Kiseki no ryūseigun” (jap. 奇跡の流星群) (off vocal)                     | aokado            | aokado        | 4:23    |

| DVD | DVD | DVD     |
| Nr  | Tytuł utworu                                                                                            | Długość |
| --- | --- | ------- |
| 1.  | „Igai ni Mango” (jap. 意外にマンゴー) (Music Video)                                                     |         |
| 2.  | „Ore toku” (jap. オレトク) (Music Video)                                                                |         |
| 3.  | „SKE48 gekijō Debut 8-shūnen tokubetsu kinen kōen kōhen” (jap. SKE48劇場デビュー8周年特別記念公演 後編) |         |

### Type D
| CD | CD                                                                        | CD            | CD        | CD      |
| Nr | Tytuł utworu                                                              | Kompozycja    | Aranżacja | Długość |
| -- | ------------------------------------------------------------------------- | ------------- | --------- | ------- |
| 1. | „Igai ni Mango” (jap. 意外にマンゴー)                                     | Yūichi Harada | APAZZI    | 4:03    |
| 2. | „Eien no Legacy” (jap. 永遠のレガシー) (wyk. Masana Ōya)                  | u-whichi      | u-whichi  | 3:57    |
| 3. | „Kiseki no ryūseigun” (jap. 奇跡の流星群) (wyk. Passion For You Senbatsu) | aokado        | aokado    | 4:23    |
| 4. | „Igai ni Mango” (jap. 意外にマンゴー) (off vocal)                         | Yūichi Harada | APAZZI    | 4:03    |
| 5. | „Eien no Legacy” (jap. 永遠のレガシー) (off vocal)                        | u-whichi      | u-whichi  | 3:57    |
| 6. | „Kiseki no ryūseigun” (jap. 奇跡の流星群) (off vocal)                     | aokado        | aokado    | 4:23    |

| DVD | DVD                                                                                         | DVD     |
| Nr  | Tytuł utworu                                                                                | Długość |
| --- | ------------------------------------------------------------------------------------------- | ------- |
| 1.  | „Igai ni Mango” (jap. 意外にマンゴー) (Music Video)                                         |         |
| 2.  | „Eien no Legacy” (jap. 永遠のレガシー) (Music Video)                                        |         |
| 3.  | „„Eien no Legacy” Ōya Masana Documentary” (jap. 「永遠のレガシー」大矢真那ドキュメンタリー) |         |

### Wer. teatralna
| CD | CD                                                                        | CD            | CD        | CD      |
| Nr | Tytuł utworu                                                              | Kompozycja    | Aranżacja | Długość |
| -- | ------------------------------------------------------------------------- | ------------- | --------- | ------- |
| 1. | „Igai ni Mango” (jap. 意外にマンゴー)                                     | Yūichi Harada | APAZZI    | 4:03    |
| 2. | „Yume no kaidan o nobore!” (jap. 夢の階段を上れ!) (wyk. Kenkyūsei)        | Takeru Hoyu   | APAZZI    |         |
| 3. | „Kiseki no ryūseigun” (jap. 奇跡の流星群) (wyk. Passion For You Senbatsu) | aokado        | aokado    | 4:23    |
| 4. | „SKE48 21th Single Medley”                                                |               |           |         |
| 5. | „Igai ni Mango” (jap. 意外にマンゴー) (off vocal)                         | Yūichi Harada | APAZZI    | 4:03    |
| 6. | „Yume no kaidan o nobore!” (jap. 夢の階段を上れ!) (off vocal)             | Takeru Hoyu   | APAZZI    |         |
| 7. | „Kiseki no ryūseigun” (jap. 奇跡の流星群) (off vocal)                     | aokado        | aokado    | 4:23    |

## Skład zespołu
| „Igai ni Mango” |
| --- |
| - SKE48 Team S: Jurina Matsui - SKE48 Team S / AKB48 Team 4: Ryōha Kitagawa - SKE48 Team KII: Yūna Egō, Mina Ōba, Yuna Obata (środek), Ruka Kitano, Sarina Sōda, Akane Takayanagi, Saki Takeuchi, Yuzuki Hidaka, Nao Furuhata - SKE48 Team E: Kanon Kimoto, Haruka Kumazaki, Rara Gotō, Akari Suda - SKE48 Kenkyūsei: Yukina Yahagi |

| „Party ni wa ikitakunai” |
| --- |
| - SKE48 Team S: Rena Isshiki, Asana Inuzuka, Masana Ōya, Ayuka Kamimura, Risako Gotō, Aika Sugiyama, Rika Tsuzuki, Kano Nojima, Haruka Futamura, Otoha Machi, Jurina Matsui (środek), Chikako Matsumoto, Suzuran Yamauchi, Juna Yamada - SKE48 Team S / AKB48 Team 4: Ryōha Kitagawa |

| „Kiseki no ryūseigun” |
| --- |
| - Team S: Masana Ōya, Risako Gotō, Haruka Futamura, Jurina Matsui, Chikako Matsumoto - Team KII: Shiori Aoki, Yuki Arai, Yūna Egō (środek), Ayaka Ōta, Mina Ōba, Kotono Shirai, Akane Takayanagi, Saki Takeuchi, Nao Furuhata - Team E: Natsuki Kamata, Akari Suda |

| „En o egaku” |
| --- |
| - Team KII: Shiori Aoki, Yuki Arai, Mikoto Uchiyama, Yūna Egō, Ayaka Ōta, Mina Ōba, Yuna Obata, Ruka Kitano, Kotono Shirai, Sarina Sōda, Yumana Takagi, Natsuki Takatsuka, Akane Takayanagi (środek), Saki Takeuchi, Yuzuki Hidaka, Nao Furuhata (środek), Kaori Matsumura, Airi Mizuno |

| „Ore toku” |
| --- |
| - Team E: Yuka Asai, Reona Ida, Narumi Ichino, Natsuki Kamata, Kanon Kimoto, Haruka Kumazaki, Rara Gotō, Makiko Saitō, * Satō, Oka Suenaga, Maya Sugawara, Akari Suda (środek), Sana Takatera, Yuki Takahata, Marika Tani, Nao Fukushi |

| „Yume no kaidan o nobore!” |
| --- |
| - Kenkyūsei: Honoka Aikawa, Ayaha Atsumi, Saki Ishikawa, Yuzuki Ishiguro, Ruka Inoue, Rinka Oshiba, Miku Okada, Narumi Kataoka, Yoshino Kitagawa, Ami Kurashima, Marin Sakamoto, Kaho Satō, Kohaku Shirayuki, Izumi Nakamura, Miki Nonogaki, Miyo Nomura, Negai Fukai, Riko Morihira, Yukina Yahagi, Aina Wada |

## Notowania
| Lista                             | Pozycja |
| --------------------------------- | ------- |
| Oricon Weekly Singles Chart       | 1       |
| Oricon Yearly Singles Chart       | 14      |
| Billboard Japan Hot 100           | 1       |
| Billboard Japan Hot Singles Sales | 1       |

## Sprzedaż
| Dane wg         | Sprzedaż |
| --------------- | -------- |
| Oricon          | 341 514  |
| Billboard Japan | 484 188+ |